# أليكسيا باغانيني
أليكسيا باغانيني (مواليد 15 نوفمبر 2001) هي لاعبة تزلج فني على الجليد سويسرية، مثلت سويسرا في أولمبياد 2018 و2022.

## وصلات خارجية
- أليكسيا باغانيني على موقع الاتحاد الدولي للتزلج (الإنجليزية)
- أليكسيا باغانيني على موقع اللجنة الأولمبية الدولية (الإنجليزية)
- أليكسيا باغانيني على موقع أوليمبيديا (الإنجليزية)